# Vent favorable

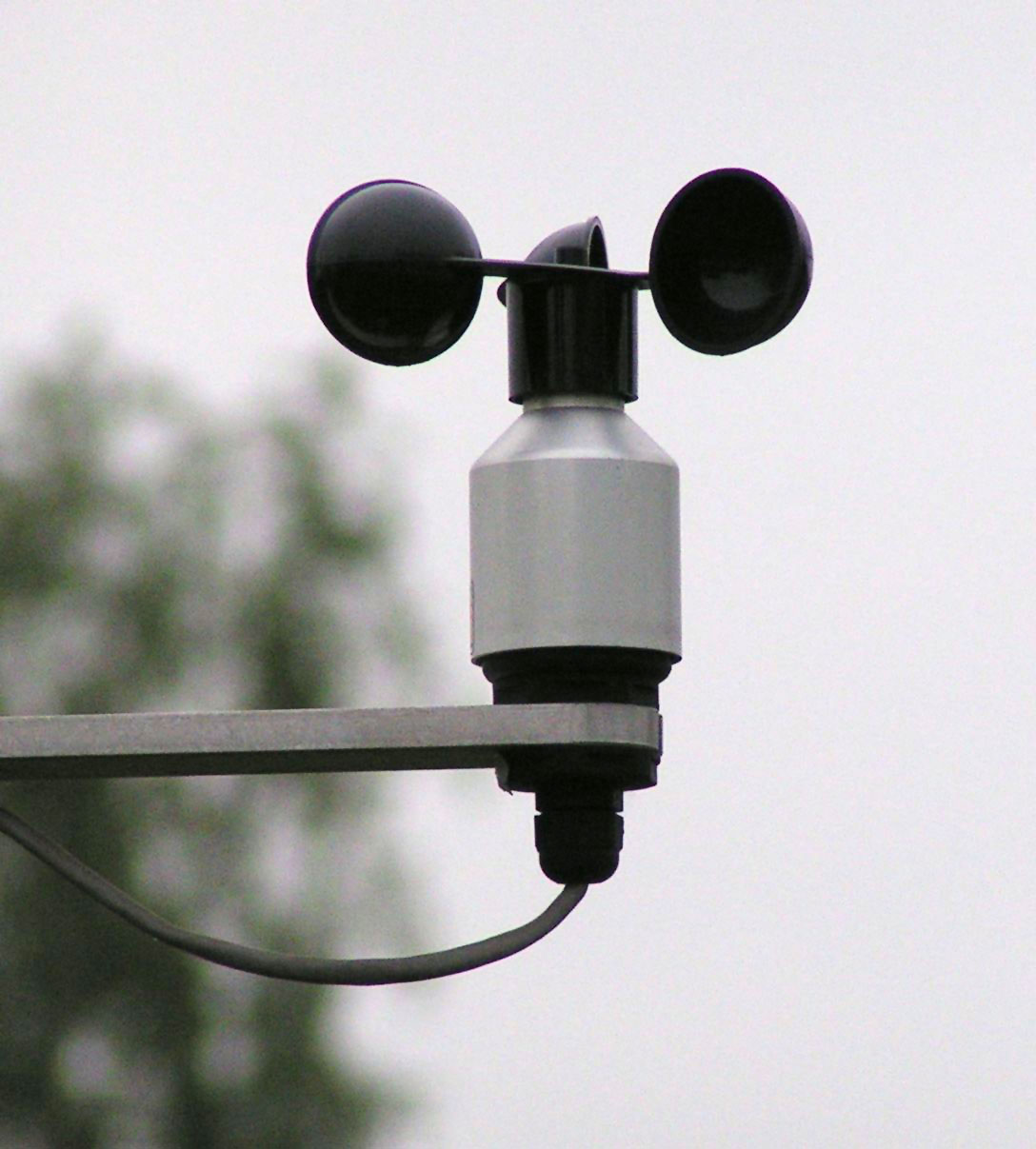
Anémomètre permettant la mesure de la vitesse du vent.

Le vent favorable, en athlétisme, est l'avantage qu'un athlète reçoit au cours d'une course ou d'une épreuve, obtenu par la poussée du vent. Il s'agit d'un des nombreux paramètres météorologiques pouvant modifier les résultats sportifs. Lorsque le vent aide à améliorer la vitesse de l'athlète dans certaines épreuves comme les courses de sprint (100 et 200 mètres), 100/110 mètres haies, le triple saut et le saut en longueur, une vitesse limite a été fixée pour l'homologation d'un record. 
Ainsi, si le vent, mesuré par un anémomètre, dépasse 2 mètres par seconde, le résultat ne peut pas être homologué et ce quelle que soit la catégorie. Cependant, les résultats de la compétition restent valides puisque tous les athlètes auront bénéficié des mêmes conditions. Seule la validation d'un record ou d'un temps de référence ne sera pas prise en compte.
Les exceptions sont les épreuves combinées comme l'heptathlon et le décathlon. Ici, le score total peut être accepté, même si certains des athlètes ont bénéficié d'un vent de plus de 2,0 m/s. Dans le cas où la vitesse du vent est mesurée, la vitesse moyenne (calculée par la somme algébrique de la vitesse du vent, mesurée pour chaque épreuve, divisée par le nombre de ces événements) ne doit pas dépasser +2,0 m/s (Règle 260.18). Avant 2010, une moyenne supérieure à 2,0 m/s était autorisée du moment qu'aucune épreuve ne dépassait de +4,0 m/s, mais l'IAAF a supprimé cette règle en 2010.
Il y a également des cas où le vent dominant a aidé les athlètes sur des courses de longue distance entre deux points comme le Marathon de Boston de 2011.

## Cas notables de fort vent favorable

### 100 mètres
Obadele Thompson a couru le 100 mètres en 9,69 secondes, en avril 1996, à El Paso. Le résultat aurait été un nouveau record du monde, s'il n'y avait pas eu un vent arrière supérieur à 5,0 m/s. Ce fut ensuite amélioré par Tyson Gay , en juin 2008, Gay courut dans le temps de 9,68 secondes aidé par 4,1 m/s de vent arrière. Cette performance a été dépassée lorsque Usain Bolt a fixé l'actuel record du monde l'année suivante légalement à 9,58 secondes avec seulement +0,9 m/s de vent favorable.
Tyreek Hill a couru le 100 mètres en 9,98 secondes en mai 2013, ce qui aurait fait de lui le plus jeune à passer sous la barrière des 10 secondes s'il n'y avait pas eu 5,0 m/s de vent arrière. La marque a également été dépassée par Trayvon Bromell qui a porté le record mondial junior à 9 s 97 avec +1,8 m/s de vent à un plus jeune âge, l'année suivante.
Lorsque la détentrice du record du monde féminin Florence Griffith-Joyner a couru en 10,49 secondes en 1988, la mesure officielle du vent a été de 0,0. De nombreux observateurs ont ensuite constaté un vent important, ce qui suggère que l'anémomètre était défectueux.

### 200 mètres
Leroy Burrell a couru en 19,61 secondes en mai 1990 à College Station, mieux que le record du monde de l'époque (19,72 s par Pietro Mennea – Mexique 1979), mais avec un vent arrière de 4,0 m/s. Également, Michael Johnson a couru en 19,70 secondes, le 22 juin 1996, lors de la demi-finale des sélections olympiques américaines à Atlanta avec un vent arrière de 2,7 m/s. Le lendemain, lors de la finale, il a amélioré le record du monde à 19,66 secondes, puis une nouvelle fois lors des Jeux Olympiques en 19,32 s dans la même ville en août.

### 100/110 mètres haies
Renaldo Nehemiah a couru un 110 mètres haies plus vite que le record du monde de 12,91 secondes en juin 1979, à Champaign, l'Illinois avec un vent arrière de 3,5 m/s. Roger Kingdom est devenu plus tard le premier athlète à passer sous les 12,90 s, avec un temps de 12,87 secondes en septembre 1989 lors de la Coupe du Monde de Barcelone avec un vent arrière de 2,6 m/s. En 2019, le record du monde est de 12,80 secondes.
En juin 1979, quelques jours seulement après avoir égalé son propre record du monde du 100 mètres haies en 12,48 secondes, Grażyna Rabsztyn a couru la distance en 12,39 secondes à Brême avec 2,8 m/s de vent arrière. L'année suivante Rabsztyn est devenue la première femme à passer officiellement sous les 12,40 secondes en améliorant le record du monde à 12,36 secondes. Depuis, d'autres athlètes ont enregistré des temps plus rapides avec l'aide du vent mais sans réaliser mieux que le record du monde (12,20 secondes par Kendra Harrison) depuis juillet 2016.

### Triple saut
Willie Banks est devenu le premier athlète à dépasser les 18 mètres en triple saut, mais avec un vent arrière de 5,2 m/s, avec une marque à 18,20 m en juillet 1988 à Indianapolis, ce qui n'a pas été reconnu comme un record du monde. Mike Conley a sauté 18,17 m aux Jeux Olympiques d'Été 1992, avec un vent arrière de 2,1 m/s. Jonathan Edwards, est devenu plus tard le premier athlète à légalement dépasser les 18 mètres avec son actuel record du monde établi à 18,43 mètres en juin 1995 à Villeneuve-d'Ascq avec un vent arrière de 2,4 m/s.
En mai 2007, Keila Costa est devenu la première Sud-Américaine à dépasser les 15 mètres. Son saut à 15,10 m à Uberlândia au Brésil bénéficiait d'un vent arrière de 2,7 m/s. Son record personnel au triple était de 14,43 m à l'époque. Le mois suivant Costa améliorera le record d'Amérique du Sud avec une marque à 14,57 mètres.

### Saut en longueur
Au saut en longueur, Iván Pedroso a sauté 8,96 mètres à Sestrières en Italie en 1995, dépassant le record du monde d'un centimètre ; cependant, le résultat n'a jamais été validé à cause d'un vent jugé trop favorable. Celui-ci a pourtant été mesuré à +1,2 m/s, mais déclaré illégal car quelqu'un était debout en face de la jauge, interférant ainsi avec la mesure du vent et rendant le résultat non valide.
Lorsque Mike Powell a établi le record du monde aux Championnats du Monde d'athlétisme de 1991, quelques instants avant, Carl Lewis avait dépassé le record mondial existant de Bob Beamon avec une marque à 8,91 m, mais avec un vent trop favorable à +2,9 m/s. Toujours dans cette compétition, Powell a dû réaliser un nouveau record du monde pour remporter le titre. Le record a été validé puisque le vent était retombé à +0,3 m/s. Dans une compétition ultérieure, Powell a encore amélioré sa marque à 8,99 m à Sestrières, mais sans que le record soit homologué en raison d'un vent de +4,4 m/s.
En juillet 1992 à Sestrières, l'ancienne détentrice du record du monde Heike Drechsler a sauté plus loin que le record du monde avec 7,63 mètres, mais avec un vent arrière de 2,1 m/s.

### Épreuves combinées
Dan O'Brien au décathlon a marqué 8 844 points en juin 1991, à New York, ce qui était mieux que le record du monde à l'époque, mais n'a pas été reconnu en raison d'un vent trop favorable. L'année suivante, O'Brien établira le record du monde avec 8 891 points, qui a depuis été amélioré.